# José Maria Memet
 (juin 2017).
Si vous disposez d'ouvrages ou d'articles de référence ou si vous connaissez des sites web de qualité traitant du thème abordé ici, merci de compléter l'article en donnant les références utiles à sa vérifiabilité et en les liant à la section « Notes et références ».
José María Memet, pseudonyme de Pedro Segundo Ortiz Navarrete, né à Neuquén le 22 septembre 1957, est un poète et producteur culturel chilien.

## Biographie
De parents chiliens, il est né dans la ville argentine de Neuquén, mais en 1970 a adopté la nationalité chilienne.
Farouche opposant à la dictature d'Augusto Pinochet, membre du Mouvement de Gauche Révolutionnaire, il a travaillé pendant une dizaine d'années au Vicariat de la Solidarité (organisme qui a dénoncé les violations des droits de l'homme et en a assuré la défense) et, comme beaucoup de ses compatriotes, il fut arrêté, pris en otage et torturé.
Il a vécu en exil à Paris entre 1981 et 1985.
Memet est le fondateur et directeur de la Rencontre internationale de poètes Chile Poesía, célébrée pour la première fois en 2001.
Ses poèmes ont été traduits en plusieurs langues particulièrement au français, allemand et anglais (dans cette dernière son principal traducteur a été Leland Guyer),.

## Prix et distinctions
- Prix de poésie Joaquín Edwards Beau 1987 pour La casa de ficción y otros poemas
- Prix du Premier festival national de poésie de Viña del Mar, 1987 pour La casa de la ficción y otros poemas
- Prix de poésie Antonio Pigafetta 1988 pour La casa de la ficción y otros poemas
- Prix du Concours métropolitain de jeune poésie 1988 par La casa de la ficción y otros poemas
- Prix Pablo Neruda 1996
- Finaliste du prix Altazor 2000 avec Amanecer sin dioses
- Bourse d'excellence du Conseil national du livre, 2006
- Premio de Poesia José Lezama Lima 2019. Casa de las Américas, Cuba

## Œuvre
- Poemas crucificados, 1977
- Bajo amenaza, 1979
- Cualquiera de nosotros, 1980
- Los gestos de otra vida, 1985
- Canto de gallos al amanecer, 1986
- La casa de ficción y otros poemas, 1988
- El duelo, 1994
- Un animal noble y hermoso cercado entre ballestas, 1995
- Amanecer sin dioses, 1999
- El rastreador de lenguajes, 2005
- Años en el cuerpo, antología personal, 2007
- El cazador de instantes, 2009
- La Gran marcha y otros poemas, 2016
- Meli Witran Mapu (Tierra de los cuatro lugares), 2017
- Mapuche La tribu de las palabras, La tribu des mots, 2019. Édition bilingue espagnol-français.